# Kallima wardi
Kallima wardi är en fjärilsart som beskrevs av Moore 1879. Kallima wardi ingår i släktet Kallima och familjen praktfjärilar. Inga underarter finns listade i Catalogue of Life.